# 阿爾伯特·格洛克
阿爾伯特·格洛克（英語：Albert Ernest Glock，1925年9月14日—1992年1月19日），是一位美籍以色列與巴勒斯坦考古學家、大學教授與傳教士，在巴勒斯坦約旦河西岸地區被不明人士暗殺，很可能死於親以色列人士不滿其學術觀點。

## 生平
格洛克出生于美國爱达荷州吉福德，成長於來自伊利诺州的德裔虔诚路德教派家庭。早年曾在芝加哥大學、布蘭戴斯大學與海德堡大学多處学习，1951 年畢業於协同神学院，1963 年獲得芝加哥路德神学院硕士学位。 他接著進入密歇根大学，在聖經學者乔治·E·门登霍尔的指導下進行研究，於1968年取得近東研究的博士學位。1957年至1976年間，他是協同神學院的舊約聖經教授。
格洛克長期在耶路撒冷和西岸地區從事考古工作，他最初作为一名路德教派传教士的身份来到以色列，参与以色列耶斯列谷南部古迦南城市塔纳赫相關的考古发掘工作。於1970年開始在美国东方研究学会奥尔布赖特考古研究所擔任研究職位，並在1978年擔任所長。往後他幫助比尔泽特大学創設了巴勒斯坦地區最早的考古學教學研究機構，直到死前都擔任該大學的考古學研究所所長。

## 學術主張
儘管早年從事聖經研究工作，格洛克後期的學術工作不再認同聖經考古學以考古學驗證聖經內容的核心主張。他指出巴勒斯坦地區的考古學被持續用來正當化約旦河西岸以色列占領區的擴張，以及滿足西方基督教的信仰觀點，巴勒斯坦考古學應該發展獨立且本土的歷史觀點，作為一種文化反抗與生存的形式，並在西岸地區北部的巴勒斯坦人村莊提尼克從事長期考古發掘工作實踐此主張。

## 死亡
1992年1月19日，格洛克在教職退休前夕，在西岸地區整理考古文物時，被駕駛以色列車輛的蒙面槍手持以色列軍方槍枝，近距離朝頭部、頸部、胸口行刑式槍殺，當場死亡。以色列當局在案發後消極偵辦案件，始終未找到真實兇手。
儘管以色列當局宣稱可能是巴勒斯坦人犯案，後續新聞調查與考古學界皆認為當地人沒有犯案動機，以色列當局應對此暗殺負責。